# Filip Stajic
Filip Stajic (* 6. Dezember 2000 in Wien) ist ein österreichischer Fußballspieler.

## Karriere
Stajic begann seine Karriere beim 1. Simmeringer SC. Im September 2013 wechselte er zum FC Admira Wacker Mödling, bei dem er ab der Saison 2014/15 auch in der Akademie spielte. Nach der Saison 2015/16 verließ er die Admira. Im März 2017 wechselte er zur SV Schwechat. In Schwechat spielte er im Mai 2018 erstmals für die zweite Mannschaft in der sechstklassigen Oberliga. Insgesamt kam er für Schwechat II zu sieben Einsätzen. Nach der Saison 2018/19 verließ er den Verein.
Zur Saison 2020/21 wechselte er zum achtklassigen SC Delta. Für Delta kam er viermal zum Einsatz. Im März 2021 wechselte Stajic nach Rumänien zum Drittligisten Luceafărul Oradea. Zur Saison 2021/22 wechselte er zum CSM Satu Mare. Im März 2022 schloss er sich dem Zweitligisten ACS Viitorul Târgu Jiu an. Sein einziges Saisonspiel in der Liga II machte er im selben Monat gegen Gloria Buzău. Dies blieb sein einziger Einsatz für das Team, nach der Saison 2021/22 verließ er Viitorul wieder.